# روس
الروس (بالروسية: русские) هم مجموعة عرقية سلافية شرقية. يعيش الروس بشكل أساسي في روسيا الأصلية والدول المجاورة لها.
يُعَدّ الروس أضخم المجموعات العرقية في أوروبا، وهي من أكبر المجموعات على مستوى العالم لوجود 137 مليون روسي (عرقياً). يسكن 116 مليون منهم في روسيا بينما يسكن 18 مليون روسي في الدول المجاورة لروسيا. هذا بالإضافة إلى 3 ملايين روسي آخر يعيشون في مناطق أخرى في العالم، وبالأخص في أمريكا الشمالية وأوروبا الغربية، وبنسبة أقل في أوروبا الشرقية وآسيا.
تعد الديانة المسيحية هي الديانة المهيمنة على أغلب الروس ممثلة بالكنيسة الروسية الأرثوذكسية، كما يدعم الكثير من الروس غير الدينيين هذه الديانة لأسباب ثقافية.
يُعرف شعب الروس عادةً في ثقافة المتحدثين باللغة الإنجليزية بأنهم الأشخاص المنحدرين من الشعوب الإسكندنافية التي كانت تمارس حرفة التجارة على طرق التجارة النهرية بين بحر البلطيق والبحر الأسود، أو تنهب من عليها، من القرن الثامن إلى القرن الحادي عشر الميلادي. ولذا يُشار إليهم في كثير من الأحوال في البحوث المكتوبة باللغة الإنجليزية باسم «الفايكنغ الروس». ويُجمع الباحثون على أن شعب الروس نشأ في ما يُعرف حاليًا بالسويد الشرقية في القرن الثامن تقريبًا.
احتل الروس مكانة لهم وسط السلافيين والفنلنديين الشرقيين في منطقة الفولغا العلوية، وانتشر شتاتهم في صورة تجار وغزاة يتاجرون بالفراء والعبيد في مقابل الحرير والفضة وعدة بضائع أخرى متوفرة في الشرق والجنوب فحسب. في القرن التاسع لعب الروس دورًا هامًا في تشكيل إمارة روس الكييفية على طرق التجارة المتجهة إلى البحر الأسود، واندمجوا تدريجيًا مع الشعوب السلافية المحلية. توسع الروس أيضًا في حملاتهم التجارية تجاه الشرق والجنوب مع البلغار والخزر على طرق التجارة المؤدية لبحر قزوين. بحلول القرن الحادي عشر أصبح مصطلح روس مقترنًا بإمارة كييف، وشاع استخدام مصطلح الفارانجيون للإشارة إلى الإسكندنافيين المتجولين في طرق التجارة النهرية.
رغم ذلك لا نفقه الكثير عن شعب الروس بشكل مؤكد. ويُعزى هذا الغموض بدرجة كبيرة إلى ندرة الأدلة النصية التاريخية على أنشطة الروس رغم غزارتها واستمرارها لفترة طويلة على امتداد مساحات شاسعة من الأرض. يُعتقد أن شعب الروس لم يعرف الكتابة إلا عن طريق السلافيين للأغراض الدينية، لكن ذلك وقع بعد فترة طويلة من حقبة الروس المبكرة. كلمة «روس» في الكتابات الحديثة لا تدل على نفس المعنى المقصود في مصادر التاريخ الأولية. على الجانب الآخر، ازدادت معرفة الباحثين بتاريخ الروس والأدلة الأثرية على أنشطتهم تدريجيًا. اختلط شتات الروس بصورة مكثفة بالفنلنديين والسلافيين والأتراك، ويبدو أن عاداتهم وهويتهم تغيرت بشكل ملحوظ بمرور الزمن واختلاف المكان.
من بين أسباب الخلاف الأخرى حول أصل الروس هو دورهم المحتمل في تأسيس دول أوروبا الشرقية في القرن التاسع إلى القرن العاشر حتى أصبح اسمهم منسوبًا إلى دولتي روسيا وبيلاروسيا. ومن هنا شكل الروس جزءًا مهمًا من التاريخ الوطني للدول التي تُعرف حاليًا بروسيا، وأوكرانيا، والسويد، وبولندا، وبيلاروسيا، وفنلندا، والدول البلطية.